# Wróżenice
Wróżenice – część Krakowa wchodząca w skład Dzielnicy XVIII Nowa Huta, niestanowiące jednostki pomocniczej niższego rzędu w ramach dzielnicy.

## Historia
Nazwa wsi pochodzi prawdopodobnie od słowa wrożyna. Pierwsza informacja o wsi Wróżenice pochodzi z 1268 r. Mówi o tym, że wieś należała do zakonu cystersów w Henrykowie. W 1293 r. datowany jest tu dwór. W 1294 r. Wacław II zezwolił cystersom na lokację na prawie niemieckim. Od XIV do XIX w. Wróżenice były własnością Opactwa Cystersów w Mogile. Wieś duchowna Wrożenice w drugiej połowie XVI wieku w powiecie proszowskim województwa krakowskiego. W XV w. we Wróżenicach znajdował się folwark klasztorny i karczma.
W roku 1581 Wróżenice należą do parafii w Pobiedniku, a od 1790 r. do Czulic. Pod koniec XVIII w. wieś liczyła 150 mieszkańców zamieszkujących 20 domów. W 1815 r. północna i wschodnia granica wsi była granicą Rzeczypospolitej Krakowskiej z Rosją. Do 1914 roku sąsiadowały z Królestwem Kongresowym. W roku 1890 we wsi znajdowało się 36 domów, 212 mieszkańców. Przez okres międzywojenny wieś była własnością kardynała Adama Sapiehy. W roku 1958 teren miejscowości został przejęty przez Państwowe Gospodarstwo Rolne. Według ankiety wizytacyjnej parafii Czulice w 1963 roku we Wróżenicach mieszkało 230 osób.
W 1986 r. Wróżenice stały się częścią Krakowa wchodząc w 1991 roku w skład Dzielnicy XVIII Nowa Huta. W roku 2003 powstał tu klub sportowy KS Wróżenice Kraków.

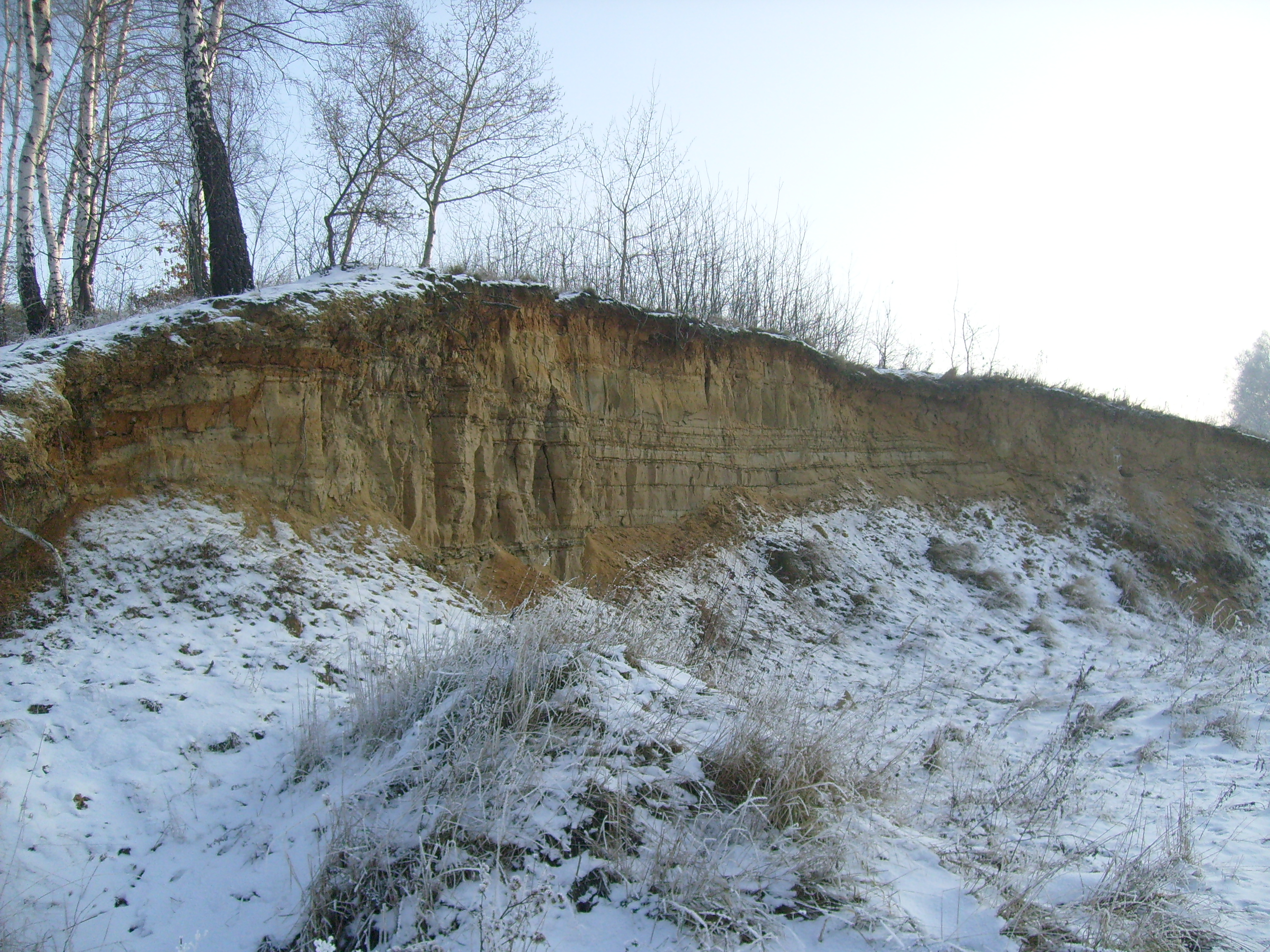
Odkrywka geologiczna we Wróżenicach. Less.
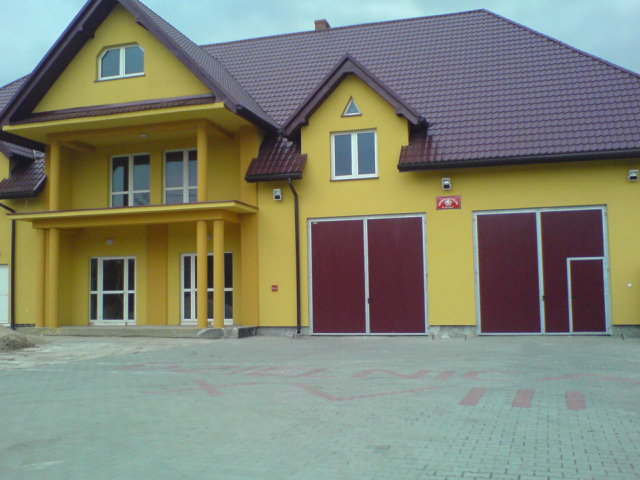
OSP we Wróżenicach, Dom Strażaka